# Eduard Heine
Heinrich Eduard Heine (Berlim, 15 de março de 1821 — Halle an der Saale, 21 de outubro de 1881) foi um matemático alemão.
É conhecido por resultados sobre funções especiais e análise real. Publicou um tratado fundamental sobre harmônicos esféricos e funções de Legendre (Handbuch der Kugelfunctionen).

## Publicações
- De aequationibus nonnullis differentialibus (Berlin, 1842)
- Handbuch der Kugelfunctionen (G. Reimer, Berlin, 1861)
- Handbuch der Kugelfunctionen, Theorie und Anwendungen (Volume 1) (2nd ed., G. Reimer, Berlin, 1878)
- Handbuch der Kugelfunctionen, Theorie und Anwendungen (Volume 2) (2nd ed., G. Reimer, Berlin, 1881)